# Arturo Acebal Idígoras
Arturo Francisco Acebal Idígoras (Tres Algarrobos, 24 de julio de 1912 - Castro-Urdiales, 25 de diciembre de 1977) fue un pintor, escultor y ceramista español de origen argentino.

## Biografía
Nació en la aldea de Tres Algarrobos, 35 km al sureste del pueblo de General Villegas, y unos 470 km al oeste de Buenos Aires, en medio de la pampa argentina.
En 1919, su familia, de ascendencia vasco-cántabra, retornó al País Vasco y se estableció en Bilbao.

### Estudios
Aprendió a dibujar con el profesor Manuel Urquijo, en la villa de Castro-Urdiales (que en esos años tenía apenas 12 000 habitantes), a 35 km de Bilbao y 430 km al norte de Madrid.
A los trece años, en 1925, estudió y trabajó en la Escuela de Artes y Oficios del barrio Achuri (de Bilbao).
Ese mismo año empezó a trabajar como aprendiz en el taller del escultor Serafín Basterra en Bilbao y posteriormente con los hijos de este, Manuel e Higinio.
Durante once años (hasta 1936) tuvo como profesores a Ángel Larroque e Higinio Basterra.
En 1928 trabajó para el escultor Quintín de Torre.
En 1930 conoció a Gustavo de Maeztu, quien lo introdujo en el ambiente artístico de Bilbao.

### Vida profesional
En mayo de 1933 fundó la Sociedad Unión Arte, de la que fue presidente. Desde ese año y hasta 1956 se dedicó a la pintura. En esa época perteneció a la Asociación de Artistas Vascos.
La guerra civil española (1936-1939) le obligó a exiliarse en 1937, a los 25 años, a Buenos Aires (Argentina). Permaneció allí once años, dedicándose a la pintura y a la cerámica. Realizó esporádicos viajes por la cordillera de los Andes (en la provincia de Mendoza). En 1947, a los 35 años, retornó al País Vasco.
Como pintor, realizó paisajes tanto vascos como andinos.
A partir de 1955 abandonó la pintura para dedicarse por entero a una cerámica escultórica muy influida por la estética rural vasca.
Sus primeras piezas son figuras religiosas, populares o maternidades, para derivar, a finales
de los años 60, en un mayor esquematismo y sencillez de líneas. Las piezas adoptan
deformaciones expresivas donde predomina la masa.

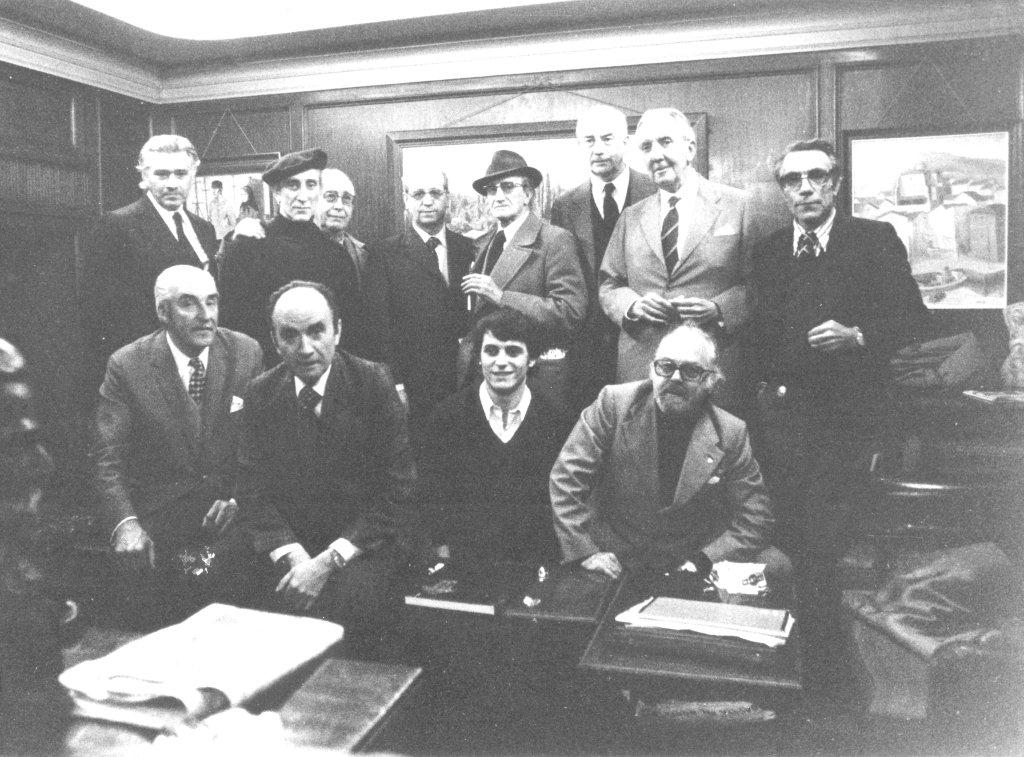
Tertulia en la Galeria Windsor (de Bilbao), en mayo de 1977.
De pie:
Francisco Gorrila, Julio Maruri (con boina), Luis Corona, Miguel Sáenz, Pío Muriedas (con sombrero), Arturo Acebal Idígoras (el personaje más alto), Jaime Olaso, Laureano Muñoz Viñarás.
Sentados:
Antonio Santafé Largacha, Féliz Unzueta, Roberto Sáenz de Gorbea (joven), Mariano Corral y Líbano (con barba).

En 1961 se casó con María Asunción Hoz. Al año siguiente (1962) nació su única hija.
En 1964, a los 52 años, fundó el grupo Arte Actual, junto a Carmelo García Barrena, Ignacio Urrutia, José Barceló, Isabel Krutwig, Luis Soriano Quirós y Javier Urquijo. Desde 1966 formó parte del grupo Bilbao, junto a Antonio Santafé Largacha y Ramón Barreiro Bengoa, con quienes organizó varias exposiciones. En 1969 realizó el mural del hotel Miramar, en Castro-Urdiales.
Arturo Acebal Idígoras falleció el 25 de diciembre de 1977 en Castro Urdiales.

### Exposiciones
En 1977 presentó su última exposición en la galería Windsor Kulturgintza de Bilbao, con obras en bronce, porque deseaba que su obra permaneciera.
En octubre y noviembre de 2012 se realizó durante más de un mes una exposición de su obra en la Universidad del País Vasco, en Bilbao.